# Aeroportul Charles B. Wheeler Downtown
Aeroportul Charles B. Wheeler Downtown (IATA: MKC, ICAO: KMKC, FAA LID: MKC) este un aeroport din Missouri, Statele Unite ale Americii ce deservește zona Kansas City. Aeroportul a fost tranzitat în 2019 de 6.592 de pasageri. A fost deschis în 1927.
Situat la o altitudine de 231 m, aeroportul dispune de 2 piste.

## Infrastructură

### Piste
Aeroportul dispune de 2 piste. Pista 01/19 are suprafața de beton și dimensiunile 6.827 picioare × 150 picioare. Pista 03/21 are suprafața de asfalt și dimensiunile 5.050 picioare × 100 picioare. 